# Gonzaï
Gonzaï est un magazine culturel français fondé à Paris en 2007, tourné principalement vers la culture pop et alternative. À l'origine entièrement numérique, une version papier est désormais éditée périodiquement.

## Histoire et principes
Fondé en mars 2007 à Paris, le site Gonzaï.com est le fruit de la collaboration d'une quarantaine de contributeurs indépendants, de nombreux contributeurs extérieurs ponctuels « et quelques animaux sauvages ». Très orienté vers la musique (en particulier rock), la pop culture, la littérature, l'art et la contre-culture, le site se veut détecteur et prescripteur de tendances, affichant le plus souvent des opinions tranchées voire provocatrices sur les sujets de société : Gonzaï « s'impose le parti-pris comme dogme ». Dès sa création, le site a connu un grand succès public (plus de 100 000 visiteurs uniques par mois) et critique, félicité par des médias comme Technikart, Elle, Télérama, Les Inrocks, ou encore Le Mouv'. Cependant, certaines positions très tranchées du site lui ont aussi attiré des détracteurs.

Le nom de la revue est tiré de « gonzo », un genre de journalisme d'immersion. Le magazine Télérama analyse ce titre en ces termes : 

« Dans « Gonzaï », on voit bien d’où vient la première partie du mot (de « gonzo », genre journalistique subjectif et speedé créé par Hunter S. Thompson). Mais la terminaison vient-elle de « banzaï » (pour le côté rentre-dedans) ou de « bonsaï » (la devise du site : « Seul le détail compte ») ? »

Le slogan du site est en effet à l'image de sa démarche : « Gonzaï est un e-magazine culturel qui pratique l'art de connaître beaucoup sur peu de choses, car dans un monde globalisant et réducteur, seul le détail compte ».

## Version papier
Le 15 janvier 2013, Gonzaï lance sa version papier, qui sera un bimestriel, dont le slogan est « des faits, des freaks et du fun ». Financé entièrement par les contributions des lecteurs (« Pour le prix d'un paquet de cigarettes » : 7 €) via le site d'autofinancement Ulule, cette version imprimée du magazine est envoyée directement à domicile et se veut dénuée de promotion (aucun des artistes et personnalités interviewés ne doit être en promotion d'un produit particulier). Le magazine fait une centaine de pages, et contient de grands interviews de personnalités célèbres ou inconnues, des portraits, des récits, des critiques artistiques et des articles allant de la réflexion sociale au burlesque, tirant souvent vers l'insolite voire la provocation. À l'opposé du site, le magazine ne traite pas de l'actualité directe, mais se concentre sur une culture plus diffuse au travers d'articles de fond plus longs.
Au 21 décembre 2012, Gonzai a dépassé son objectif de 1500 pré-commandes sur Ulule, en récoltant 9 858 €.
Après 10 ans d'existence, le dernier numéro papier (n°43) paraît en janvier 2023.

## Comité de rédaction
Le comité de rédaction est composé de : 
- « Bester Langs » (Thomas Ducrès) : fondateur et rédacteur en chef de Gonzaï, mais aussi responsable des soirées Gonzaï et cogérant de l'agence Ivox.
- « Johnny Jet » (Thomas Florin) : cofondateur de Gonzaï, coanimateur de Radio Gonzaï sur Radio Campus Paris mais aussi journaliste pour Rock & Folk.
- « Bob le Flambeur » (Charles Aurambault), pilier de Gonzaï et coorganisateur des soirées Gonzaï.
- Christophe Deodato : responsable de publication et de la régie publicitaire du magazine.

## Autres activités
L'équipe de Gonzaï organise un certain nombre d'activités en marge de ses publications : 
- Des soirées mensuelles à La Maroquinerie (avec en 2012 des artistes comme Christophe, Silver Apples, Faust, Frustration, Rubin Steiner, The Married Monk…) ;
- Un « Gonzaï show » à la Gaîté Lyrique, tous les mois à partir de décembre 2012 ;
- Une émission de radio mensuelle sur Radio Campus Paris ;
- Des partenariats éditoriaux avec Orange Innovation ou La Gaité Lyrique ;
- La conception et production d’une revue digitale aux Éditions du Diable Vauvert : Luxe Intérieur[6].